# Alexandre Dumas (hijo)
Alejandro Dumas hijo (París, 27 de julio de 1824-Marly-le-Roi, 27 de noviembre de 1895) fue un escritor y novelista francés, autor de la conocida novela La dama de las camelias, adaptada a la ópera en La traviata de Giuseppe Verdi, así como en numerosas producciones teatrales y películas. Siguió los pasos de su padre, célebre autor de obras teatrales y novelas ya clásicas como Los tres mosqueteros. Dumas hijo fue admitido en la Academia Francesa en 1874 y le concedieron la prestigiosa distinción Legión de Honor en 1894.

## Biografía
Hijo natural del escritor Alejandro Dumas y la costurera Marie-Catherine Labay fue, como su padre, un autor mundialmente reconocido. En 1831, su padre lo reconoció legalmente y le procuró la mejor educación posible en la institución Goubaux y la academia Bourbon. Las leyes, por aquella época, le permitieron a Dumas padre separar al hijo de su madre y la agonía de esta inspiró a Dumas hijo en sus escritos sobre caracteres femeninos y trágicos. En casi toda su obra enfatizó el propósito moral de la literatura y, en su novela El hijo natural (1858), expuso la teoría de que aquel que trae un hijo ilegítimo al mundo, tiene la obligación moral de legitimarlo y casarse con la mujer.
Además de soportar el estigma de la ilegitimidad, Dumas hijo llevaba sangre negra. Su abuelo, el general Thomas-Alexandre Dumas, era un mulato hijo de un noble blanco francés y una esclava negra haitiana. En los internados escolares, Dumas hijo fue siempre vituperado por sus compañeros. Todas estas experiencias determinaron sus pensamientos, comportamiento y escritos. En su primer libro de poemas, Pecados de juventud (1847) denunciaba, de alguna forma, la vida disipada que llevó en su juventud, renegando de ella.
En 1844, Dumas se trasladó a Saint Germain en Laye para vivir con su padre. Ese mismo año, en París, conoció a Marie Duplessis, una joven cortesana que inspiraría su novela romántica La dama de las camelias (1848) que fue adaptada como obra teatral, con un éxito tal, que animó a Dumas a proseguir con su carrera de dramaturgo. La obra se tituló en inglés Camille y constituyó la base para la ópera de Giuseppe Verdi, La Traviata (1853). En sus obras teatrales, cargadas de enseñanzas morales, denuncia los prejuicios sociales de la época y aboga por los derechos de la mujer y de los niños. En 1863 vio cómo la Iglesia católica incluía todas sus novelas románticas en el Índice de Libros Prohibidos.
En 1864, Alexandre Dumas se casó con la princesa Nadeja Naryschkine (más conocida como Nadine Dumas), con quien tendría una hija. Tras el fallecimiento de esta, contrajo matrimonio con Henriette Régnier. En el transcurso de su vida, Dumas escribió otras doce novelas y varias obras teatrales. En 1867, publicó su novela semiautobiográfica "El caso Clemenceau", considerada por muchos como uno de sus mejores trabajos literarios. Fue elegido miembro de la Academia francesa en 1874 pese a la oposición pertinaz de Victor Hugo. En 1894 se le concedió la Legión de Honor. Falleció el 27 de noviembre de 1895 en su propiedad de Marly-le-Roi (Yvelines), y fue enterrado en el cementerio de Montmartre de París.
Hay también un museo en su nombre (y de su padre) en Villers-Cotterêts.

## Obras
- Aventuras de cuatro mujeres y un loro (1847)
- Cesarina (1848)
- La dama de las camelias (1848)
- El doctor Servans (1849)
- Antonina (1849)
- El hijo del crimen o Tristán (1850)
- El mendigo hipócrita (1850)
- Diana de Lys (1853)
- Lo que vemos todos los días (1853)
- La dama de las perlas (1853)
- La vida a los veinte años (1854)
- Un rompimiento (1854)
- La caja de plata (1855)
- La cuestión del dinero (1857)
- El hijo natural (1858)
- Un padre pródigo (1859)
- La novela de una mujer (1861)
- El amigo de las mujeres (1864)
- Memorias de un reo o El caso Clemenceau (1866)
- Un mazo de cartas (1875)
- Treinta palomas (1875)
- La casa del viento (1875)
- El ahorcado de La Piroche (1875)
- La cuestión del divorcio (1880)
- La muerte de mi madre (1889)